# Anthony Coldeway
Anthony W. Coldeway (n. 1 august 1887, Kentucky, SUA – d. 29 ianuarie 1963, Los Angeles, California, SUA) a fost un scenarist american cu o carieră extinsă între 1910 și 1954. Deși cea mai mare parte a lucrărilor sale a fost la filme, a realizat și câteva scenarii pentru televiziune și a fost și regizorul unui film mut, intitulat Her Great Dilemma, în 1917. S-a născut în Louisville, Kentucky.
În 1928, a fost nominalizat la Premiul Oscar pentru cel mai bun scenariu adaptat pentru filmul Glorious Betsy.

## Filmografie selectivă
- The Morals of Hilda (1916)
- Which Woman? (1918)
- His Buddy (1919)
- The Fighting Heart (1919)
- The Four-Bit Man (1919)
- The Jack of Hearts (1919)
- Mates and Models (1919)
- Squabs and Squabbles (1919)
- Bungs and Bunglers (1919)
- Switches and Sweeties (1919)
- Maids and Muslin (1920)
- Squeaks and Squawks (1920)
- King of the Circus (1920)
- Do or Die (1921)
- The Secret Four (1921)
- The Social Buccaneer (1923)
- The Oregon Trail (1923)
- The Phantom Fortune (1923)
- The Eagle's Talons (1923)
- Cobra (1925)
- Fifth Avenue (1926)
- For Wives Only (1926)
- Old San Francisco (1927)
- Glorious Betsy (1928)
- Cross Streets (1934)
- In Spite of Danger (1935)
- Devil's Island (1939)
- The Gorilla Man (1943)